# Adolfo Girón
Adolfo Girón nombre artístico de Adolfo Girón Landell (San Luis Potosí, 1 de marzo de 1904 - Cuernavaca, 8 de agosto de 1973) fue un actor, músico, director de orquesta y compositor mexicano.

## Trayectoria
Su talento por la música se demostró de manera temprana, realizando composiciones a los 8 años. A los 10 años fue llevado a la Ciudad de México para estudiar piano, instrumento que perfeccionó mediante estudios de concertista en Alemania y en Estados Unidos, país donde realizó en 1926  la grabación del Vals Capricho de Ricardo Castro Herrera y de Vals español, compuesto por él mismo. A la par de compositor y concertista fue actor, participando en películas como Sobre las olas de 1933 donde tuvo el papel protagónico del compositor Juventino Rosas, así como el filme María Elena.

## Obra

### Filmografía
- Águilas frente al sol (1932)
- Sobre las olas (1933)
- Oro y plata (1934)
- María Elena (1936)
- Una luz en mi camino (1939)
- Locos por la televisión (1958)

### Composiciones
- Cuernavaca
- Viejo Chapultepec
- Vals español
- La pescadora
- Himno a la unidad guerrerense
- Fiesta en el S.S Acapulco (1962)